# Liste der Monuments historiques in Natzwiller
Die Liste der Monuments historiques in Natzwiller führt die Monuments historiques in der französischen Gemeinde Natzwiller auf.

## Liste der Bauwerke
| Bezeichnung                             | Beschreibung | Standort                               | Kennzeichnung | Schutzstatus | Datum     | Bild           |
| --------------------------------------- | --- | -------------------------------------- | ------------- | ------------ | --------- | -------------- |
| Konzentrationslager Natzweiler-Struthof | ab Mai 1941 angelegtes deutsches Konzentrationslager; „Mémorial de la Déportation“ nach Entwürfen von Bertrand Monnet und Lucien Fenaux, 1957 bis 1959 | nördlich des Ortes an der D 130 (Lage) | PA00084818    | Classé       | 1995 2011 | weitere Bilder |